# Kothagudem
Kothagudem är en stad i den indiska delstaten Telangana, och tillhör distriktet Khammam. Folkmängden uppgick till 79 819 invånare vid folkräkningen 2011, med förorter 119 501 invånare.